# Christian Ludwig Ideler

Christian Ludwig Ideler

Christian Ludwig Ideler (* 21. September 1766 in Groß Breese bei Perleberg; † 10. August 1846 in Berlin) war ein deutscher Astronom.
Ab 1794 war Ludwig Ideler Königlicher Astronom und Berechner der Landeskalender. 1806 wurde er zum korrespondierenden Mitglied der Göttinger Akademie der Wissenschaften gewählt. 1810 wurde er Mitglied der Königlich-Preußischen Akademie der Wissenschaften und Mitglied der Kalenderdeputation. Am 18. Dezember 1814 erhielt er die philosophische Ehrendoktorwürde der Universität Berlin. Er unterrichtete am königlichen Hof von 1816 bis 1822 die Prinzen Wilhelm, Friedrich und Karl. Ab 1821 war Ideler Professor an der Berliner Universität und zugleich Studiendirektor des Kadettenkorps, Lehrer an der Forstakademie und an der allgemeinen Kriegsschule in Berlin.
Sein Sohn war der Sprach- und Naturforscher Julius Ludwig Ideler. Sein Neffe war der Psychiater Karl Wilhelm Ideler. Sein Schwiegersohn war der Staatsrechtler Wilhelm Eduard Albrecht.
Der Mondkrater Ideler ist nach ihm benannt.

## Schriften
- Neue trigonometrische Tafeln für die Decimaleintheilung des Quadranten. Berlin, Verlag der Realschulbuchhandlung 1799, (Digitalisat)
- Historische Untersuchungen über die astronomischen Beobachtungen der Alten. Quien, Berlin 1806, (Digitalisat).
- Untersuchungen über den Ursprung und die Bedeutung der Sternnamen. Weiss, Berlin 1809, (Digitalisat).
- Handbuch der mathematischen und technischen Chronologie. 2 Bände. Rücker, Berlin 1825–1826, (Digitalisate: Band 1; Band 2).
- Lehrbuch der Chronologie. Rücker, Berlin 1831, (Digitalisat).
- Über die Reduction ägyptischer Data aus den Zeiten der Ptolomäer. In: Abhandlungen der historisch-philosophischen Klasse der Königlichen Akademie der Wissenschaften zu Berlin. 1834, S. 43–61.
- Über den Ursprung des Thierkreises. In: Philologische und historische Abhandlungen der Königlichen Akademie der Wissenschaften zu Berlin. 1838, S. 1–24.